# Felix Fischer
Felix Fischer dit Fefi (né le 27 février 1983 à Berlin, dans un quartier alors en République fédérale allemande) est un joueur allemand de volley-ball. Il mesure 2,03 m et joue central. Il totalise 29 sélections en équipe d'Allemagne.

## Biographie
Felix Fischer commence le volley-ball dans le club du Post Telekom Berlin. Il obtient un titre de champion d'Allemagne junior avec son second club du SC Eintracht Berlin, avant de jouer pour le Berliner TSC puis pour le VC Olympia Berlin (qui regroupe les meilleurs jeunes joueurs allemands et qui est le pendant du CNVB français). Il signe son premier contrat professionnel avec le SCC Berlin en 2003. Il arrive au Paris Volley au début de la saison 2009-2010 pour remplacer le Brésilien Marcelo Hargreaves. Toutefois, il ne parvient pas à s'imposer et ne dispose que d'un très faible temps de jeu. Il retourne en Allemagne dans son club précédent du SCC Berlin (dont l'équipe première de volley-ball est renommée « Berlin Recycling Volleys » en 2011) dès la fin de la saison.

## Clubs
| Club                     | De        | À         |
| ------------------------ | --------- | --------- |
| SCC Berlin               | 2003-2004 | 2008-2009 |
| Paris Volley             | 2009-2010 | 2009-2010 |
| Berlin Recycling Volleys | 2010-2011 | ...       |

## Palmarès
- Championnat d'Allemagne (4)
  - Vainqueur : 2004, 2012, 2013, 2014
  - Finaliste : 2005, 2008, 2009
- Coupe d'Allemagne
  - Finaliste : 2004, 2005